# Tentative de coup d'État de 2015 au Burundi

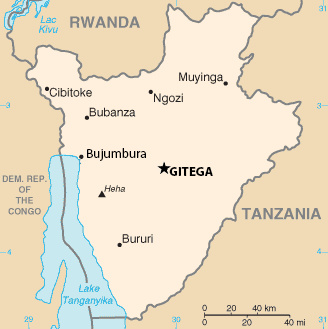
Carte politique du Burundi

Une tentative de coup d'État a été perpétrée au Burundi le 13 mai 2015, dirigée par le général Godefroid Niyombare. Elle s'inscrit dans la continuité des contestations débutées le 26 avril 2015 après l'annonce de la candidature du président Pierre Nkurunziza à un troisième mandat, candidature jugée anticonstitutionnelle par une partie de la population. La Constitution burundaise indique en effet que le mandat présidentiel n'est renouvelable qu'une fois. Il s'agit de la cinquième tentative de coup d'État au Burundi depuis 1966.

## Déroulement
Le général Godefroid Niyombare, ex-chef des renseignements de son pays et populaire après qu'il eut recommandé au président de ne pas se présenter pour un troisième mandat, profite de l'absence de ce dernier, qui se trouvait depuis trois semaines en Tanzanie pour un sommet consacré à la crise que traversait le Burundi, pour déclarer à la radio que le président est déchu de sa fonction ; il invite les forces de l'ordre et la population à bloquer l'aéroport de la capitale et à fermer les frontières. Dès lors, de violents combats éclatent dans la capitale Bujumbura entre loyalistes et putschistes.
Le président rentre dans son pays le vendredi 15 mai 2015 dans la journée, après que les putschistes eurent annoncé l'échec de leur tentative de coup d'État. Le général Cyrille Ndayirukiye et le commissaire de police et porte-parole des putschistes Zénon Ndabaneze sont arrêtés. La même journée, le général Godefroid Niyombare annonce : « Nous avons décidé de nous rendre. J'espère qu'ils ne vont pas nous tuer ». Ce dernier se cacherait dans la capitale.

## Conséquences
Peu après l'annonce de l'échec de la tentative de coup d'État, les manifestations reprennent, toujours pour protester contre la troisième candidature du président, lequel s'exprime le même jour.
Cet événement, consécutif aux protestations commencées trois semaines auparavant, aurait provoqué la fuite d'environ 105 000 Burundais ; 70 000 se trouveraient en Tanzanie, 26 300 au Rwanda et 9 000 dans le Sud-Kivu, en République démocratique du Congo.
Innocent Muhozi, directeur de la radio privée RPA Bob Rugurika, visé par des menaces d'emprisonnement et de mort, « a dû se mettre à l'abri à l'étranger momentanément ». Cette radio, ainsi que Radio-Télé Renaissance, qu'Innocent Muhozi dirige également, et les deux autres principales radios privées Bonesha et Isangarino, qui avaient diffusé les messages des putschistes, sont attaquées par les forces gouvernementales pendant la tentative de coup d'État, parfois à la roquette et mises hors d'état d'émettre. Accusés de soutenir l’opposition, les médias privés sont depuis des années dans le collimateur[style à revoir] du pouvoir burundais. Leurs relations avec le gouvernement s'étaient encore sérieusement détériorées depuis le début de manifestations.[réf. nécessaire]

## Répercussions
Le Conseil de paix et de sécurité de l'Union africaine condamne jeudi 14 mai 2015 « toute tentative de prendre le pouvoir par la force » au Burundi, « cela est contraire à tous les principes de l’Union africaine ».
Ban Ki-moon, le secrétaire général des Nations unies, condamne dans la soirée du jeudi 14 mai 2015 « toute tentative d'évincer par la force un gouvernement élu » et appelle « au strict respect de la Constitution du Burundi et de l'accord d'Arusha ». Dans une déclaration, la présidente du Conseil de sécurité des Nations unies dénonce elle aussi la tentative de coup d'État et appelle au calme ainsi qu'à la tenue « d'élections crédibles », en ajoutant que le Conseil condamne également « ceux qui facilitent la violence, quelle qu'elle soit, contre les civils ».
Les jours qui suivent voient une sévère répression de l'opposition de la part du président. Des soldats putschistes sont assassinés, des ministres et militaires limogés et de nombreux membres de l'opposition fuient le pays. Le général Ndayirukiye a été emprisonné et traduit au tribunal avec le visage apparemment tuméfié. Le président a toutefois annoncé que les élections législatives seraient repoussées du 25 mai au 5 juin.